# Voxmeter
Voxmeter A/S er et dansk analyseinstitut, specialiseret i samfundsundersøgelser, markedsanalyse og Customer Experience Management. Voxmeter har leveret meningsmålinger til Ritzaus Bureau, siden 2001. Konsulenthuset yder rådgivning i CEM Intelligence og leverer SaaS systemet Catglobe, der anvendes af analyseinstitutter og større virksomheder. Virksomheden blev grundlagt i 1997, og siden år 2000 har Voxmeter udviklet teknologien Catglobe, der effektiviserer produktionen af de klassiske kunde- og markedsanalyser, som samles i en fælles videnshub.

## Aktuelle begivenheder
Voxmeter deltager i arbejdet med aktuelle samfundsrelaterede problemstillinger. De har f.eks. i forbindelse med afstemningen omkring forsvarsforbeholdet i 2022, lavet løbende ugentlige meningsmålinger.